# Дадли, Гилфорд
Ги́лфорд Да́дли (англ. Guilford Dudley; ок. 1535 — 12 февраля 1554, Тауэр-Хилл) — английский аристократ, супруг леди Джейн Грей, которая была объявлена наследницей короля Эдуарда VI и формально занимала английский трон с 10 по 19 июля 1553 года.
Гилфорд был седьмым сыном Джона Дадли, герцога Нортумберленда, и его супруги Джейн Гилфорд. Отец мальчика возглавлял английское правительство при Эдуарде VI. При поддержке короля Нортумберленд женил Гилфорда на любимой кузине Эдуарда VI Джейн Грей, которая вскоре была объявлена наследницей престола в обход единокровных сестёр короля. Эдуард VI умер 6 июля 1553 года, и супруга Гилфорда была провозглашена королевой.
Недолгое правление молодой королевы, прошедшее в Тауэре, ознаменовалось несколькими конфликтами с семьёй Гилфорда. 19 июля католичка Мария I была объявлена новой королевой. Гилфорд вместе с женой и матерью остался в Тауэре, но уже в качестве узника. И Джейн, и её супруг были приговорены к смерти за государственную измену в ноябре 1553 года. Королева Мария I была склонна сохранить им жизни, но восстание Томаса Уайетта привело к казни молодой пары.

## Происхождение и ранние годы
Гилфорд Дадли родился приблизительно в 1535 году и был восьмым ребёнком и седьмым сыном из тринадцати детей в семье Джона Дадли, герцога Нортумберленда, и его жены Джейн Гилфорд; из всех детей герцога и герцогини помимо Гилфорда зрелого возраста достигли две дочери (Мэри и Кэтрин) и пятеро сыновей (Генри, Джон, Амброуз, Генри и Роберт). По отцу Гилфорд принадлежал к семейству Дадли, чья родословная восходит к Роланду из Саттона, сыну Харви, унаследовавшему ленные владения и подати с Саттона как потомок одного из бретонских завоевателей, последователей Алена Рыжего. В начале XIV века один из Саттонов, прямой предок Гилфорда, получил титул барона Дадли. Дед Гилфорда Эдмунд Дадли, будучи советником Генриха VII, был казнён вскоре после смерти короля. Через свою бабушку по отцу, Элизабет Грей, баронессу Лайл, Гилфорд был потомком героев Столетней войны Ричарда де Бошана, графа Уорика, и Джона Талбота, графа Шрусбери.
На момент рождения Гилфорда его отец был рыцарем; в 1537 году Джон Дадли стал вице-адмиралом, позднее лорд-адмиралом, а в 1542 году получил титул виконта Лайла, когда-то принадлежавший его матери. В начале правления Эдуарда VI отец Гилфорда получил титул графа Уорика, в 1550 году он возглавил Тайный совет и до 1553 года был фактическим правителем Англии, а ещё через год, в 1551 году, он получил титул герцога Нортумберленда. Мать Гилфорда служила фрейлиной при королевах Анне Болейн и Анне Клевской. При дворе Болейн она заинтересовалась реформистской религией, и с середины 1530-х годов семейство оказалось в евангелистских кругах; своих детей Дадли воспитывали в духе ренессансного гуманизма. Как сообщает историк Элисон Уэйр, Гилфорд был любимцем матери.
О личности Гилфорда Дадли почти ничего не известно; единственное его письмо (поминальная записка в молитвеннике Джейн) сохранилось в изложении Ричарда Графтона. Сам же Графтон, который лично знал Гилфорда, описывал его как «миловидного, добродетельного и хорошего джентльмена». Элизабет Уэйр описывает Гилфорда как высокого, элегантного и аристократично красивого молодого человека: у него были русые волосы и куртуазные манеры, но вместе с тем он был очень раздражителен и неприветлив. Кроме того, как и все Дадли, он был весьма амбициозен.

## Брак
В 1552 году отец Гилфорда пытался женить его на Маргарет Клиффорд, кузине короля, однако против оказался отец девушки из-за того, что Гилфорд был младшим сыном герцога. Весной 1553 года состоялась помолвка Гилфорда с другой кузиной Эдуарда VI — шестнадцатилетней Джейн Грей, которая оказалась ближе к английскому трону, чем Маргарет Клиффорд. 25 мая 1553 года в лондонском доме Дадли состоялась тройная свадьба: Гилфорд женился на Джейн Грей; младшая сестра Гилфорда, Кэтрин, вышла замуж за Генри Гастингса, наследника графа Хантингдона; сестра Джейн, тоже Кэтрин, вышла замуж за Генри Герберта, наследника графа Пембрука. После падения Дадли эти браки традиционно стали рассматриваться как часть заговора герцога Нортумберленда с целью привести свою семью к трону, однако некоторые историки интерпретируют их лишь как часть «рутинной политики династических браков». Брачные торжества сопровождались великолепными фестивалями, турнирами, играми и маскарадами. Гостями на празднествах были венецианский и французский послы, а также «большое число простых людей… и ещё больше представителей знати». Гилфорд и некоторые другие гости получили пищевое отравление «из-за ошибки повара, который перепутал листья».
Недолгая совместная жизнь молодожёнов описана источниками противоречиво. По сообщению имперского посла, в июне супруги жили раздельно, якобы из-за «незрелого возраста» мужа. По сообщению нунция Джованни Коммендони, совместная жизнь началась до провозглашения Джейн королевой; о том же писала в заключении и сама Джейн. Как отмечает Элисон Уэйр, отец Гилфорда, зная о болезни короля, рассчитывал, что герцогиня Саффолк откажется от притязаний на трон в пользу дочери, и потому настаивал на скорейшей консуммации брака, несмотря на то, что Джейн жаловалась на недомогание. В середине июня после двух или трёх ночей с Гилфордом она, ссылаясь на «отравление», уединилась в загородном доме в Челси и оставалась там вместе с матерью до 9 июля. Гилфорд, посчитавший выполненным долг перед отцом, навещать жену не стал.

### Супруг королевы
Династия Тюдоров, правившая Англией с 1485 по 1603 год, была малодетной. Особенно редки были в роду сыновья. Из трёх законных сыновей основателя династии Генриха VII до зрелого возраста дожил только один — Генрих, который и унаследовал корону. Его старшая сестра Маргарита стала королевой Шотландии, младшая сестра Мария — королевой Франции, пусть и ненадолго: её первый муж Людовик XII умер через три месяца после свадьбы. В следующем поколении история повторилась: из потомства Генриха VIII отца пережили Эдуард VI и две дочери — Мария и Елизавета. Из потомства Маргариты выжили лишь сын Яков и дочь от второго брака Маргарита Дуглас. Немногочисленные потомки этой, шотландской, ветви Тюдоров выбыли из борьбы за корону Англии до начала XVII века. Из потомства Марии (дочери Генриха VII), вернувшейся в Англию и вышедшей вторым браком за Чарльза Брэндона, до совершеннолетия дожили две дочери: Элеонора и Фрэнсис — мать Джейн Грей. В течение почти всего правления Эдуарда VI действовал порядок престолонаследия, установленный последним (третьим) законом о престолонаследии Генриха VIII и его завещанием 1546 года: по ним Эдуарду наследовали его сёстры Мария и за ней Елизавета, за которыми в очереди были ещё не рождённые сыновья или внуки Фрэнсис Грей, а за ними — потомки скончавшейся в 1547 году Элеоноры Клиффорд. При этой схеме Джейн Грей имела призрачные шансы стать не правящей королевой и даже не королевой-матерью, а хотя бы регентом при правящем короле-сыне.
В январе 1553 года король Эдуард VI заболел, и к началу июня его состояние было безнадёжно. К этому времени имперский посол Жан Схейве уже больше года был убеждён, что Нортумберленд занимался неким «большим заговором», целью которого было возвести на трон кого-то из рода Дадли. Разыскивая признаки заговора, посол предполагал, что Джон Дадли собирается подтолкнуть к разводу старшего сына, Джона, чтобы затем тот заключил брак с принцессой Елизаветой. В действительности же на тот момент потенциальным носителем короны из семейства Дадли мог быть только сам Гилфорд, чья супруга через месяц после свадьбы была объявлена смертельно больным королём Эдуардом VI в его «Распоряжении о престолонаследии» (англ. Device of the Succession) наследницей короны в обход его единокровных сестёр Марии и Елизаветы. Этот шаг был связан с тем, что в конце 1552 или в самом начале 1553 года пятнадцатилетний король, уже выросший в самостоятельного политика, задумал отрешить Марию от престолонаследия. Он не мог допустить, чтобы к власти пришла (пусть и гипотетически) католичка, способная перечеркнуть проводимую им реформу и вернуть страну под духовную власть папства и готовая на любые репрессии против близких Эдуарду людей. Вторым возможным мотивом Эдуарда могла быть нетерпимость к «незаконности» браков отца с Екатериной Арагонской (матерью Марии) и Анной Болейн (матерью Елизаветы). В-третьих, Эдуард, как и Генрих VIII, не допускал мысли о передаче власти женщине по вполне практической причине: женщины рано или поздно выходят замуж и попадают под влияние собственных мужей. О влиянии будущих супругов незамужних Марии и Елизаветы на их политику можно было только гадать. 21 июня 1553 года представители знати подписали патентное письмо, которое передавало английскую корону Джейн Грей.
Король Эдуард VI скончался 6 июля; сразу же после этого герцог Нортумберленд взялся за исполнение желания Эдуарда. Послы Священной Римской империи и Франции заранее были уверены в успешном исходе. Джейн же неохотно приняла корону: она сдалась лишь после увещеваний собрания дворян, в числе которых были её родители и другие родственники, и давления со стороны Гилфорда. 10 июля Джейн и Гилфорд совершили торжественный въезд в лондонский Тауэр, где уже были устроены временные королевские апартаменты. Два дня спустя, со слов Коммендони, произошёл первый острый конфликт Джейн с семьёй Гилфорда. Лорд-казначей Уильям Паулет, доставивший в Тауэр корону, неосторожно сказал, что надо срочно сделать и вторую — для Гилфорда. Джейн, не собиравшаяся делить трон с мужем, поначалу ничего не ответила на это, однако позднее, когда она осталась наедине с мужем, Джейн заявила, что Гилфорд никогда не станет королём, а только герцогом— на тот момент она была согласна даровать мужу титул герцога Кларенса. Однако такой исход не устраивал ни самого Гилфорда, ни его родителей: он заявил Джейн, что станет королём по её воле и при помощи парламентского акта. Герцогиня Нортумберлендская была в ярости; она запретила сыну делить ложе с его женой и приказала Гилфорду покинуть Тауэр и вернуться в Сайон-хаус, однако Джейн отправила охранять супруга Арундела и Пембрука и настояла на том, что он останется при дворе рядом с ней. Отношение самой Джейн к Гилфорду бесповоротно изменилось: она поняла, что муж с самого начала был посвящён в планы своего отца, в которых Джейн отводилась роль пешки.
В первые три дня после провозглашения Джейн королевой супруги были погружены в рутину. По утрам Тайный совет встречался в Белой башне Тауэра, однако Джейн не присутствовала на совещаниях. Согласно поздним замечания имперских послов, на ежедневных заседаниях Тайного совета председательствовал восседавший во главе стола Гилфорд, но в действительности решения принимал его отец. По сообщениям послов, он также ужинал в благородном одиночестве и весь превратился в образец царственного стиля. Тем не менее, в первые дни правления Джейн ужины проходили в формальной атмосфере, и вместе с Гилфордом за столом присутствовали Джейн, её мать, мать Гилфорда, а также члены Тайного совета. Несмотря на всё это, французский посол Антуан де Ноай описывал Гилфорда как «нового короля», императорский двор в Брюсселе также верил в существование «короля Гилфорда».

## Заключение
10 июля, в день провозглашения Джейн королевой, в Лондон прибыло письмо от принцессы Марии, в котором она называла себя королевой и требовала подчинения Тайного совета. Мария собирала войска в Восточной Англии; в это же время партия Дадли решала, кто именно выступит против принцессы. Пока отец Гилфорда с войсками пребывал в Кембридже, Мария при поддержке Тайного Совета и лондонского самоуправления была провозглашена королевой. Для семейства Дадли всё было кончено: отец Джейн, Генри Грей, присягнул новой королеве в надежде сохранить жизнь дочери; стражники в Тауэре получили приказ арестовать Джейн, Гилфорда, его мать и всех их спутников; Джон Дадли был вынужден сложить оружие и сдаться на милость победителя.
Джейн была переведена в дом коменданта Тауэра; Гилфорд же, вместе с братом Робертом, оказался в Колокольной башне. Остальные братья Гилфорда были заключены в других башнях, как и его отец — на тот момент он был одним из немногих участников кризиса 1553 года, которого ждал эшафот. Мария была готова помиловать и Джейн, и Гилфорда, но в дело вмешались послы императора. 12 августа Гилфорду и его супруге были предъявлены обвинения в государственной измене, что в XVI веке означало неизбежный смертный приговор, а также лишение гражданских и политических прав. Джейн отправила королеве записку, в которой «просила прощения… за грехи, в которых её обвиняют» и указала на то, что королева знает, как всё обстоит на самом деле. В этой же записке Джейн писала о себе как о «жене, которая любит своего супруга».
Суд над Гилфордом, его женой и братьями Амброузом и Генри, а также архиепископом-реформатором Кранмером состоялся 13 ноября под председательством убеждённого католика Ричарда Моргана. Гилфорда обвинили в пособничестве заговору с целью смещения королевы Марии I путём отправки войск его отцу-мятежнику; также Гилфорд был признан виновным в провозглашении и чествовании Джейн Грей как королевы. Осуждение Джейн и братьев Дадли стало лишь юридической формальностью (все они уже были лишены гражданских и политических прав и не отрицали своей вины) — главной целью судилища была расправа над Кранмером. Все обвиняемые, как и ожидалось, были приговорены к смерти: мужчины к повешению, потрошению и четвертованию, Джейн — к сожжению заживо или обезглавливанию, на усмотрение королевы.
В декабре Джейн были разрешены прогулки на свежем воздухе в королевском саду. Гилфорд и Роберт вынуждены были довольствоваться нахождением в Колокольной башне. Через десять лет после казни Джейн в протестантских кругах сложилась легенда о том, что её казнили беременной, так как во время заключения Джейн якобы зачала от Гилфорда; однако это было невозможно: утром в день казни Джейн посетила повитуха, которая после осмотра девушки заявила о том, что та не беременна. Кроме того, в действительности супруги были разлучены, и Джейн могла лишь видеть Гилфорда из окна камеры. Однако какой-то контакт между супругами, вероятно, существовал, поскольку в молитвеннике Джейн было обнаружено письмо Гилфорда к её отцу, в котором он клялся в верности и любви Грею.

## Казнь
В середине ноября 1553 года политическое равновесие в стране пошатнулось из-за спора о замужестве королевы: Мария склонялась к браку с Филиппом Испанским, однако против выступили как члены парламента, так и члены Тайного совета. Противостояние с королевой вылилось в начале 1554 года в восстание Уайетта, в котором участвовал отец Джейн. Правительственные прокламации, составленные Тайным советом во время восстания, утверждали, что целью восставших было возвращение на трон Гилфорда и Джейн, но это не соответствовало действительности. Возможно, вельможи хотели очернить восставших, связав их с непопулярным режимом Дадли, либо же пытались манипулировать Марией с целью физически уничтожить семью Греев. В любом случае, 7 февраля правительство, поддавшись панике, приняло решение казнить Гилфорда и Джейн. Кроме того, смерть их обоих была отличной возможностью устранить возможные проблемы в будущем и забыть навсегда о прошлом. Мария I нехотя согласилась с этим решением. Епископ Гардинер в своей проповеди требовал казни Гилфорда и Джейн, а посол императора Симон Ренар был счастлив доложить, что «Джейн Саффолк и её муж потеряют головы».
За день до казни Гилфорд попросил о последней встрече с супругой. Его просьба была передана королеве Марии, и та сказала, что не будет против, однако сама Джейн отказалась встретиться с мужем, мотивируя это тем, что «это только увеличило бы их страдания и боль, лучше отложить это… поскольку они встретятся в ближайшее время в другом месте и будут жить, связанные нерушимыми узами». Около десяти часов утра 12 февраля Гилфорда привели к Тауэр-Хиллу, где «многие… джентльмены ждали, чтобы пожать ему руку». Гилфорд выступил с краткой речью к собравшейся толпе, как это было принято. «Не имея духовного отца рядом с ним», он встал на колени, помолился и попросил людей молиться за него, «подняв глаза и руки к Богу много раз». Гилфорд был убит одним ударом топора, после чего его тело было перевезено на повозке к тауэрской часовне Святого Петра в оковах. По сообщением свидетелей, наблюдавшая за происходящим из своего окна Джейн воскликнула: «Ах, Гилфорд, Гилфорд!» В течение следующего часа была казнена Джейн, тело которой было захоронено рядом с мужем.
Казнь не способствовала популярности правительства. Через пять месяцев после казни Гилфорда и его супруги Джон Нокс, будущий шотландский реформатор, писал о них как о невинных жертвах. «Даже те, кто до казни никогда не встречали его, оплакивали Гилфорда», — через десять лет после казни писал о Дадли Ричард Графтон.

## Судьба остальных Дадли
Судьба родственников Гилфорда в целом сложилась неплохо. Во второй половине 1554 года мать Гилфорда Джейн и его зять Генри Сидни (супруг Мэри) обрели некоторые связи в окружении супруга королевы Филиппа Испанского как в Англии, так и в Испании. В октябре их стараниями Джон, Роберт и Генри обрели свободу; они были перевезены в дом Сидни в Кенте, где Джон Дадли вскоре после освобождения скончался. Амброуз был освобождён в декабре 1554 или январе 1555 года после ходатайства его супруги Элизабет. Имущество Дадли было конфисковано во время судов в 1553 году, но на следующий год королева Мария возвратила матери Гилфорда часть личного имущества и даровала ей право пользования домом её покойного супруга в Челси, где Джейн Дадли умерла 15 или 22 января 1555 года. Несмотря на то, что Дадли были лишены всех имущественных прав, Мария позволила им принять наследство матери. При дворе же братьям Дадли были рады только тогда, когда там присутствовал супруг королевы; в январе 1557 года братья получили личный контингент для сражений за Филиппа Испанского, который теперь стал королём Испании. Амброуз, Роберт и Генри вместе с испанскими войсками участвовали в битве при Сен-Кантене в 1557 году, в которой Генри был убит. За свои заслуги перед короной Амброуз и Роберт были восстановлены в правах парламентским актом в 1558 году.
С восшествием на престол протестантки Елизаветы I дожившие до этого момента сёстры и братья Гилфорда оказались в большом фаворе у новой королевы: Амброуз получил должность мастер-генерала артиллерии, Мэри — должность в тайных палатах королевы «без оплаты», Роберт — должность королевского конюшего, бездетная Кэтрин занималась воспитанием девушек из джентри и дворянства в Мидлендсе и Йоркшире. Когда в 1558 году парламентский акт отменил лишение прав Дадли, братья отказались от прав на какое-либо имущество или титулы отца. Позднее 25 и 26 января 1561 года для Амброуза был возрождён принадлежавший отцу и старшему брату титул графа Уорика, а также вновь создан титул барона Лайла, когда-то принадлежавший семье его бабки по отцу; в следующем году братьям была возвращена большая часть владений, конфискованных у Нортумберленда в 1553 году. Роберт же, помимо прочего, стал фаворитом новой королевы.

## В культуре

### Живопись
Художественный образ Гилфорда тесно связан с образом его жены. Распространение «художественных» живописных и гравированных портретов Джейн, как в Англии, так и в континентальной Европе, датируется началом XVII века. В первой половине XVIII века благодаря издателям и иллюстраторам театральных пьес и хроники Фокса на смену статическим портретам постепенно пришли жанровые сцены из жизни Джейн. Около 1760 года, c подъёмом английского классицизма, им на смену пришёл «большой жанр» нравоучительного исторического полотна, но лишь в 1820-е годы образ Джейн стал действительно массовым. За пятьдесят лет (1827—1877) только в стенах лондонской Королевской академии были выставлены 24 новых полотна на тему трагедии Джейн, среди которых была и картина Чарльза Лесли «Дадли склоняет Джейн Грей принять корону» (1827), по которой также была создана гравюра.

### Художественная литература
Тема любви Джейн к Гилфорду впервые появляется в «Героических письмах об Англии» Майкла Дрейтона (1597). Дрейтон, как и его предшественники, восхвалял Елизавету и поносил Марию, но главная тема его «Писем Джейн и Гилфорда» — чувства неопытных влюблённых на пороге смерти:
«Прощай, милый Гилфорд, развязка приближается.
Наш удел — небо, на земле мы чужие».
Тот же мотив преобладал и в первой, не сохранившейся, пьесе о Гилфорде и Джейн, написанной коллективом авторов в 1602 году. Пять лет спустя Джон Уэбстер и Томас Деккер переделали её в «Историю сэра Томаса Уайетта». В следующем столетии тему любви Гилфорда и Джейн развили Эдвард Юнг (1715) и Николас Роу (1714); в трагедии Роу впервые возникает фантастический любовный треугольник (Джейн — Гилфорд — Пембрук).
В 1791 году, на пороге века романтизма, издатель готических романов Уильям Лейн опубликовал в Лондоне роман в письмах «Леди Джейн Грей» — первый в череде многочисленных романов о Гилфорде и Джейн, в которых образы Джейн следуют одному из трёх шаблонов: романтической героини, романтической жертвы или идеальной домохозяйки; Гилфорд же по мере смены шаблонов в этих романах постепенно отходит на второй план.

### Кинематограф
В 1936 году вышел 80-минутный фильм Роберта Стивенсона «Роза Тюдоров», в американском прокате «Королева на девять дней» (англ. Tudor Rose / Nine Days a Queen) c шестнадцатилетней Новой Пилбим в роли Джейн и двадцативосьмилетним Джоном Миллзом в роли Гилфорда.
Фильм 1986 года «Леди Джейн» Тревора Нанна c Хеленой Бонэм Картер и Кэри Элвесом в главных ролях повествует о романтических отношениях между Джейн и Гилфордом. На фоне их зарождающейся любви по воле сценаристов  молодая супружеская пара предстает в качестве реформаторов, «социальных активистов» XVI века.
В сериале Starz «Становление Елизаветы» Гилфорда Дадли сыграл Джейкоб Эйвери.

## Комментарии
1. ↑  Употреблялось также написание Гилдфорд (англ. Guildford).
2. ↑  Гилфорд был седьмым сыном в общей сложности, но пятым и младшим из выживших сыновей Джейн и Джона[2].
3. ↑  Вместе с тем, его предыдущие титулы графа Уорика и виконта Лайла отошлив качестве титулов учтивости его второму и третьему сыну (старший, Генри, погиб при осаде Булони в 1544 году) — Джону и Амброузу.
4. ↑  Матерью Джейн была Фрэнсис Брэндон, старшая дочь Марии Тюдор — младшей сестры Генриха VIII. Матерью Маргарет Клиффорд была Элеонора Брэндон, младшая сестра Фрэнсис.
5. ↑  Вместе с тем, имперские послы приглашены не были[24].
6. ↑  Суд над Джоном Дадли-старшим состоялся 18 августа 1553 года в Вестминстер-холле. Несмотря на то, что он перешёл в католицизм и покаялся в совершённых «злодеяниях», Джон был приговорён к смерти и казнён на Тауэр-хилле 22 августа[60].
7. ↑  Буквы «J» не было в обиходе вплоть до XVIII столетия, и при написании её эквивалентом служила буква «I».
8. ↑  Гилфорд, во время заключения перешедший в католичество, тем не менее попросил предоставить ему протестантского священника, однако Мария I отказала[74][82].